# Луверн (город, Миннесота)
Луверн (англ. Luverne) — город в округе Рок, штат Миннесота, США. На площади 8,8 км² (8,8 км² — суша, водоёмов нет), согласно переписи 2002 года, проживают 4617 человек. Плотность населения составляет 523,6 чел./км².
- Телефонный код города — 507
- Почтовый индекс — 56156
- FIPS-код города — 27-38564[1]
- GNIS-идентификатор — 0647310[2]